# المدرسة المحمدية للمهندسين
المدرسة المحمدية للمهندسين (بالفرنسية: École Mohammadia d'ingénieurs) هي مدرسة مهندسين متعددة الاختصاصات بالرباط أنشأها الملك الراحل محمد الخامس في 24 أكتوبر 1959 م لتكون أول مدرسة للمهندسين في مغرب ما بعد الاحتلال الفرنسي.

## الموقع
تقع المدرسة المحمدية للمهندسين في حي أكدال بمدينة الرباط وهي ملحقة بجامعة محمد الخامس بالرباط.

## التاريخ
تأسست المدرسة المحمدية للمهندسين في 23 أكتوبر عام 1959 على يد الملك محمد الخامس، وكانت تضم أربعة أقسام رئيسية كانت ضرورية في ذلك الوقت هي أقسام الهندسة المدنية والهندسة الكهربائية والهندسة الميكانيكية وهندسة المعادن. وفي عام 1964، تخرج من المدرسة الدفعة الأولى من المهندسين، والتي ضمت 34 خريجًا. وفي عام 1982 أصبحت المدرسة تجمع بين التعليم الأكاديمي والعسكري بأمر من الملك الحسن الثاني الذي قرر تعيين مفرزة عسكرية دائمة للقوات المسلحة الملكية بالمدرسة من أجل تعزيز النظام العسكري القائم وتزويد الجيش بالضباط المتخصصين في مجالات الهندسة، فأصبح خريجي المدرسة يحصلون على رتبة ضابط احتياطي.
كانت المدرسة المحمدية للمهندسين هي أول مدرسة تقدم درجة البكالوريوس في الهندسة الكهربائية بالمغرب، وقد اعتمدت بدءًا من عام 1990 نظام التدريب لمدة ثلاث سنوات بعد الفصول التحضيرية للمدارس الكبرى والمباراة الوطنية المشتركة، وفي عام 1996 أضافت المدرسة درجة الدكتوراه في العلوم التطبيقية إلى برامجها التدريبية. وفي يناير 2008، أنشأت المدرسة مركزا لأبحاث الدكتوراه في مجالات العلوم والتقنيات الهندسية، ويتكون المركز من مختبرات وفرق بحثية معتمدة من جامعة محمد الخامس بالرباط.
حصلت المدرسة على أول حاسوب يدخل إلى المغرب كهدية من الملك بودوان ملك بلجيكا، كما كانت المدرسة أول مؤسسة يتوفر فيها اتصال بالإنترنت في المغرب، وقد إنشئ فيها الرابط الأول في المغرب في 1 يوليو 1993 من خلال الاتصال بشركة إنريا في فرنسا، وفي عام 2003، كانت أول مدرسة تضيف نطاق المستوى الأعلى لرمز البلد على الإنترنت ".ma".

## الدراسة والتخصصات
يستغرق طلاب المدرسة المحمدية للمهندسين ثلاث سنوات من الدراسة الأكاديمية والتدريب العسكري، ثم يؤدون اليمين أمام ملك المغرب من أجل الحصول على درجة الدبلوم العالي في الهندسة والتي تعادل شهادة الباك +5 في نظام التعليم الفرنسي، وما يعادل درجة الماجستير، كما يتخرج الطلاب كضباط احتياطيين بالجيش المغربي. تشمل فترة الدراسة بالمدرسة عامين ونصف من الدراسة الأكاديمية مقسمة إلى خمسة فصول بالإضافة إلى فصل سادس إضافي يكون عبارة عن تدريب بإحدى الشركات الموقعة على اتفاقية شراكة مع المدرسة. وإلى جانب الدراسة الأكاديمية يتلقى الطلاب تدريبا عسكريا يمتد لثلاثة أسابيع في بداية ونهاية السنة الدراسية
وتضم المدرسة المحمدية للمهندسين تسعة أقسام هي:
- قسم الهندسة المدنية
- قسم علوم الحاسب الآلي
- قسم الهندسة الكهربائية
- قسم الهندسة الصناعية
- قسم الهندسة الميكانيكية
- قسم هندسة المعادن
- قسم النمذجة والحوسبة العلمية
- قسم الشبكات والاتصالات
- قسم هندسة العمليات

## جمعية مهندسي المدرسة المحمدية
تعتبر جمعية مهندسي المدرسة المحمدية أكبر جمعية للمهندسين في المغرب، إذ تضم في صفوفها أكثر من 100.009 من خريجي المدرسة. أنشئت جمعية مهندسي المدرسة المحمدية بعد يوم واحد من تخرج الدفعة الأولى من مهندسي المدرسة عام 1964، وتتولى الجمعية إدارة مجموعة من الأنشطة والمهام الاقتصادية والاجتماعية والثقافية. في عام 2013، رأى رئيس جمعية مهندسي المدرسة المحمدية أنه من الضروري دمج المدرسة المحمدية للمهندسين مع مدارس تقنية أخرى لتشكيل معهد تكنولوجي متعدد التخصصات، وهو مشروع لا يزال قيد المناقشة. وفي عام 2017 نفذت جمعية مهندسي المدرسة المحمدية عدة مشروعات بالتزامن مع انتخاب المكتب الوطني الجديد للجمعية والمكاتب الإقليمية والأندية التابعة لها فأنشئت منصة رقمية لطلاب المدرسة، وبدأ التفكير في إنشاء أول بيت خبرة تابع للمدرسة بهدف تعزيز المهارات الشخصية وريادة الأعمال.

## من أبرز الخريجين
- عبد الغني بوستة (1949-1998)، سياسي في حركة الاختيار الثوري
- سمية بن خلدون (1963-2023)، سياسية في حزب العدالة والتنمية
- محمد ربيع الخليع (1963-)، رئيس المكتب الوطني للسكك الحديدية
- أنس لهوير العلمي (1968-) المدير العام السابق لصندوق الإيداع والتدبير.[8]
- ليلى بنعلي (1978-) وزيرة الانتقال الطاقي والتنمية المستدامة المغربية.
- رضوان مرابط (1963-) رئيس جامعة سيدي محمد بن عبد الله بفاس.
- عبد الحميد عدو المدير العام للمكتب الوطني المغربي للمطارات.
- رحال المكاوي الكاتب العام السابق لوزارة الصحة المغربية.
- مونية بوستة (1967-) المديرة العامة للمضافات، الفرع السياحي لمجموعة صندوق الغبداع والتدبير، وكاتبة الدولة لدى وزير الشؤون الخارجية والتعاون الدولي المغربي.
- شرفات أفيلال (1972-) وزيرة منتدبة لدى وزير الطاقة والمعادن والمياه والبيئة المغربي، وهي مسؤولة عن المياه.
- نزهة بوشارب وزيرة إعداد التراب الوطني والتعمير والإسكان وسياسية المدينة المغربية.
- خديجة الكموني (1989-) مهندسة وفيزيائية مغربية، عينها الملك محمد السادس ضمن 35 عضوا في اللجنة الخاصة المكلفة بالنموذج التنموي.

## معرض صور

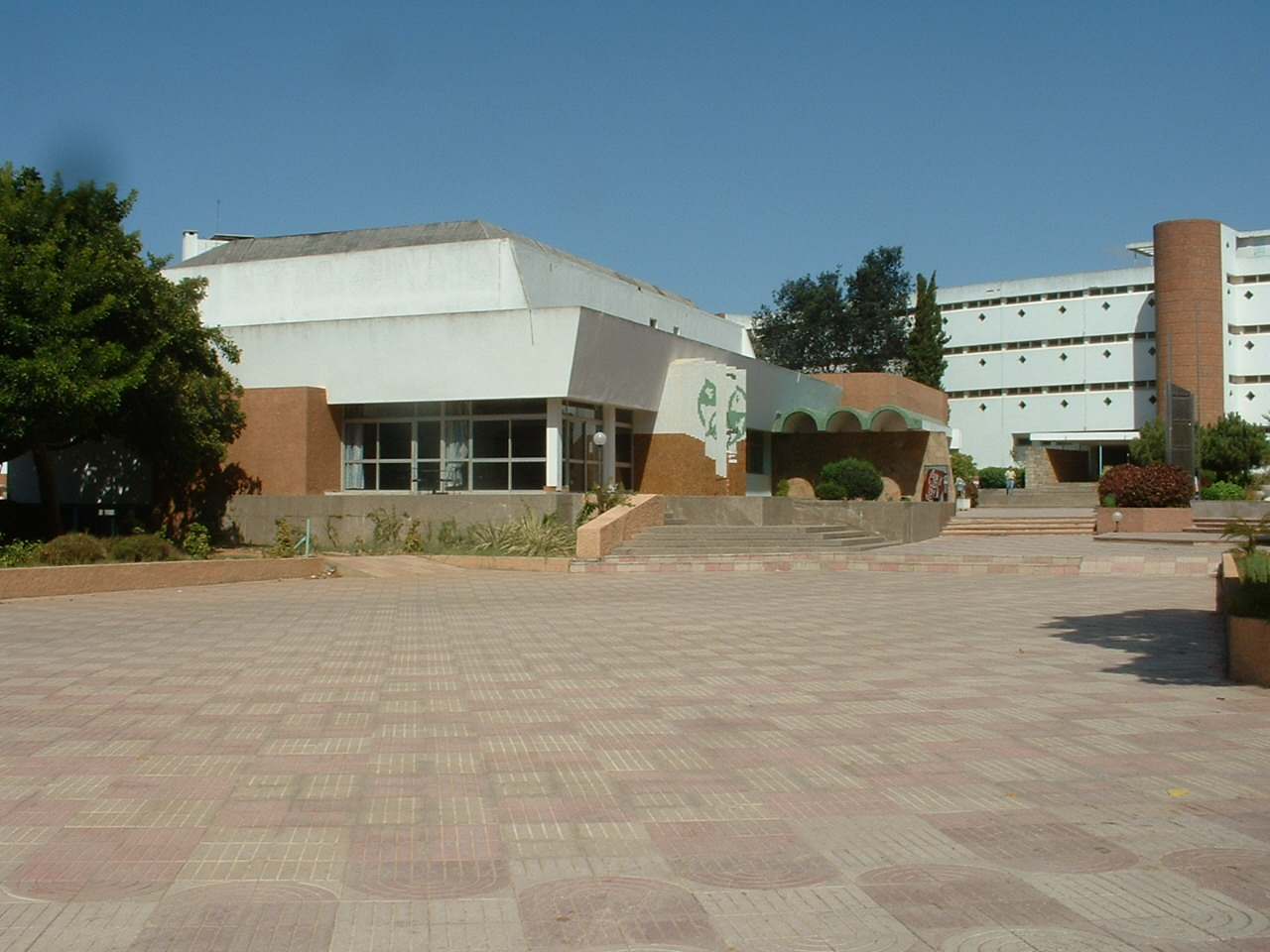
المدرسة المحمدية للمهندسين بالرباط بالمغرب في أغسطس 2004.

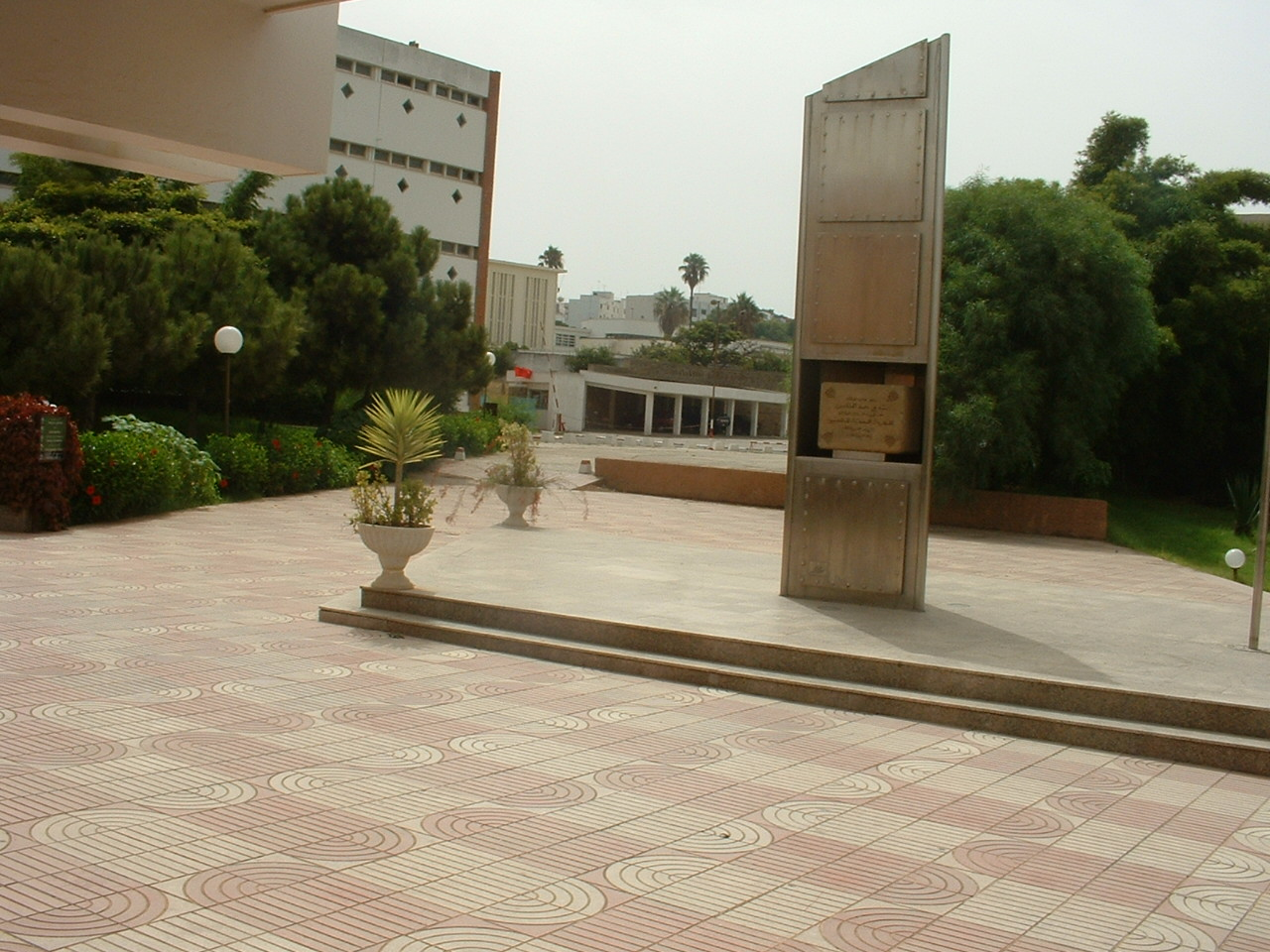
المدرسة المحمدية للمهندسين بالرباط بالمغرب في أغسطس 2004.

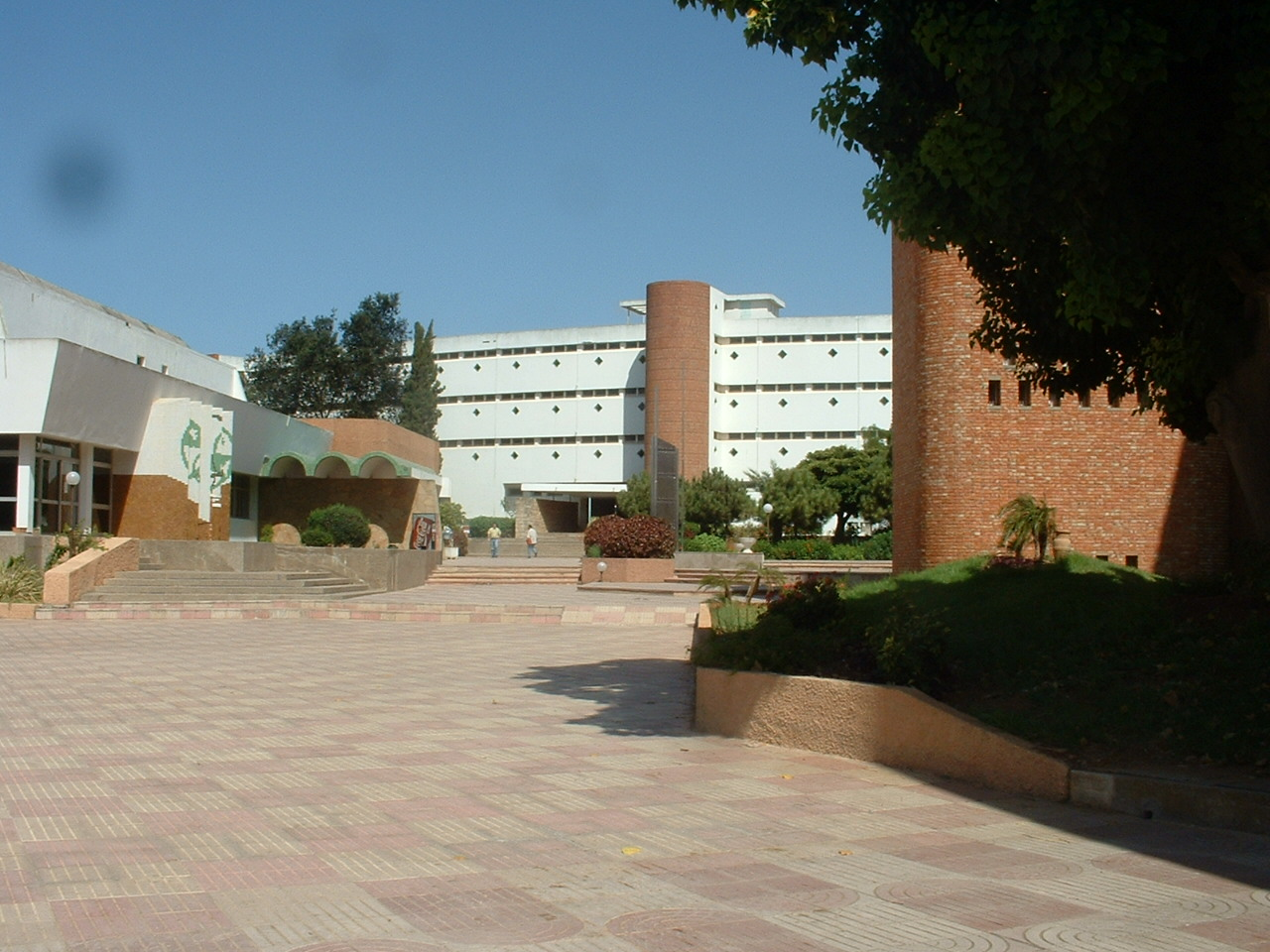
المدرسة المحمدية للمهندسين بالرباط بالمغرب في أغسطس 2004.

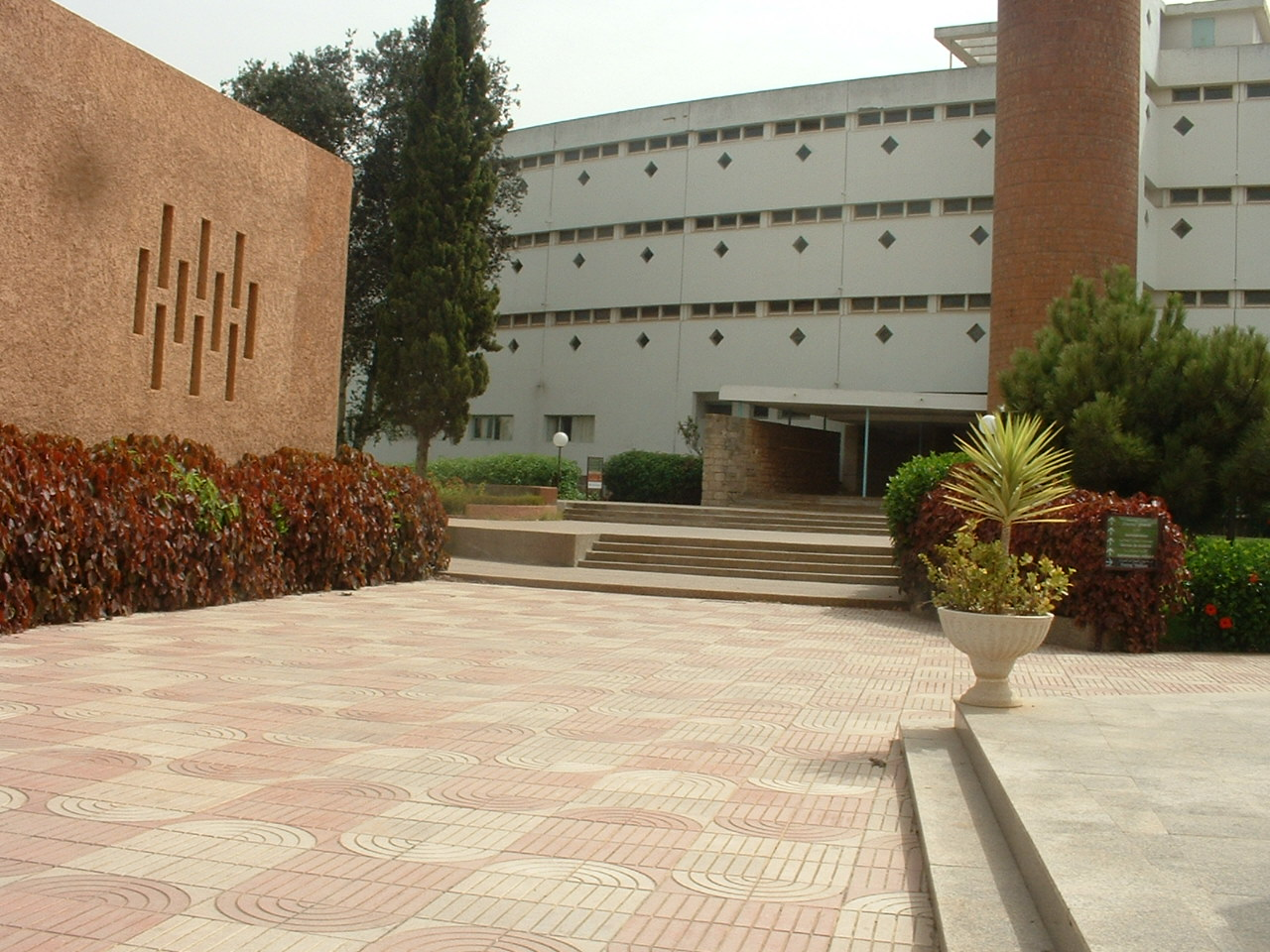
المدرسة المحمدية للمهندسين بالرباط بالمغرب في أغسطس 2004.

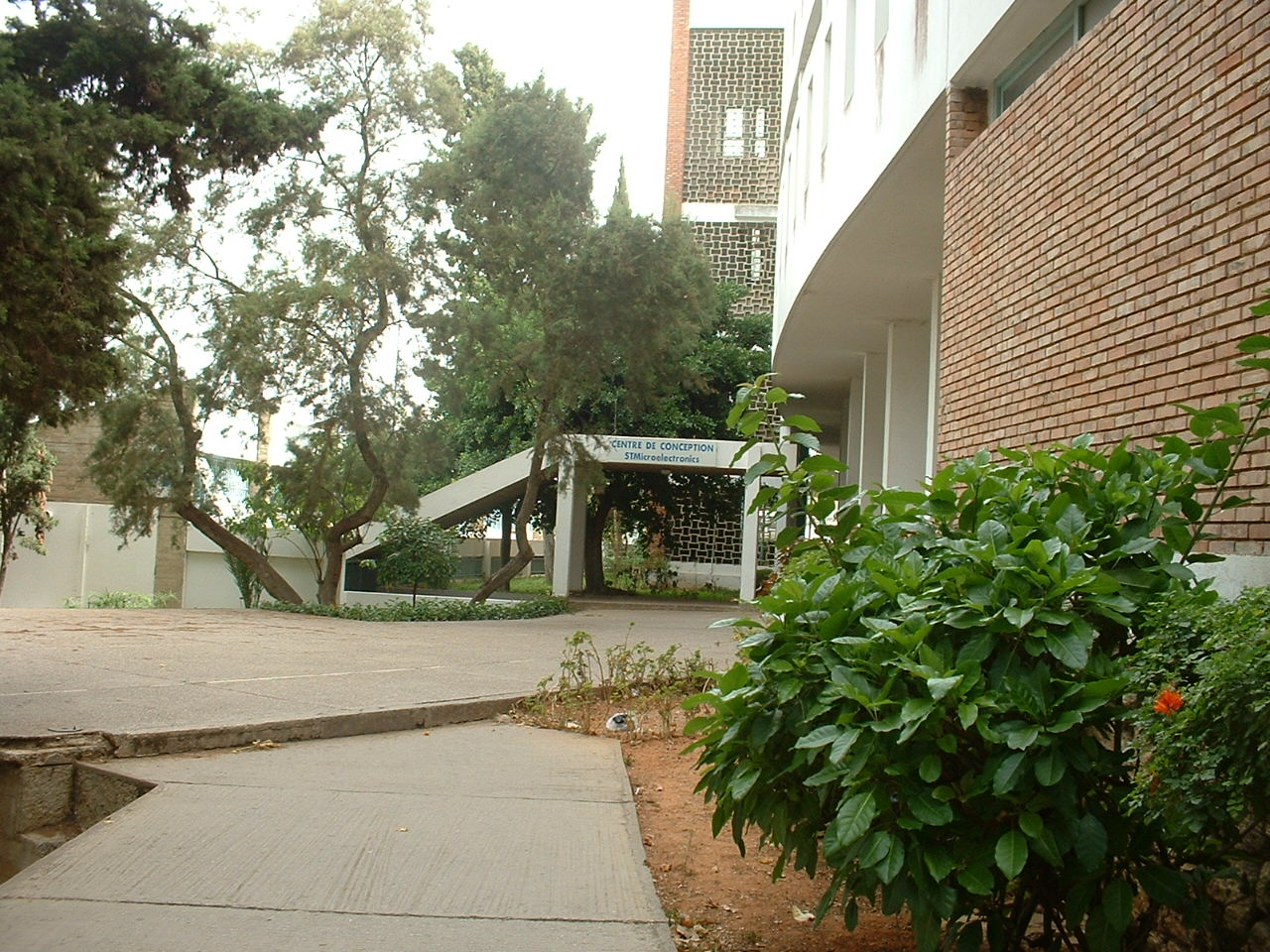
المدرسة المحمدية للمهندسين بالرباط بالمغرب في أغسطس 2004.

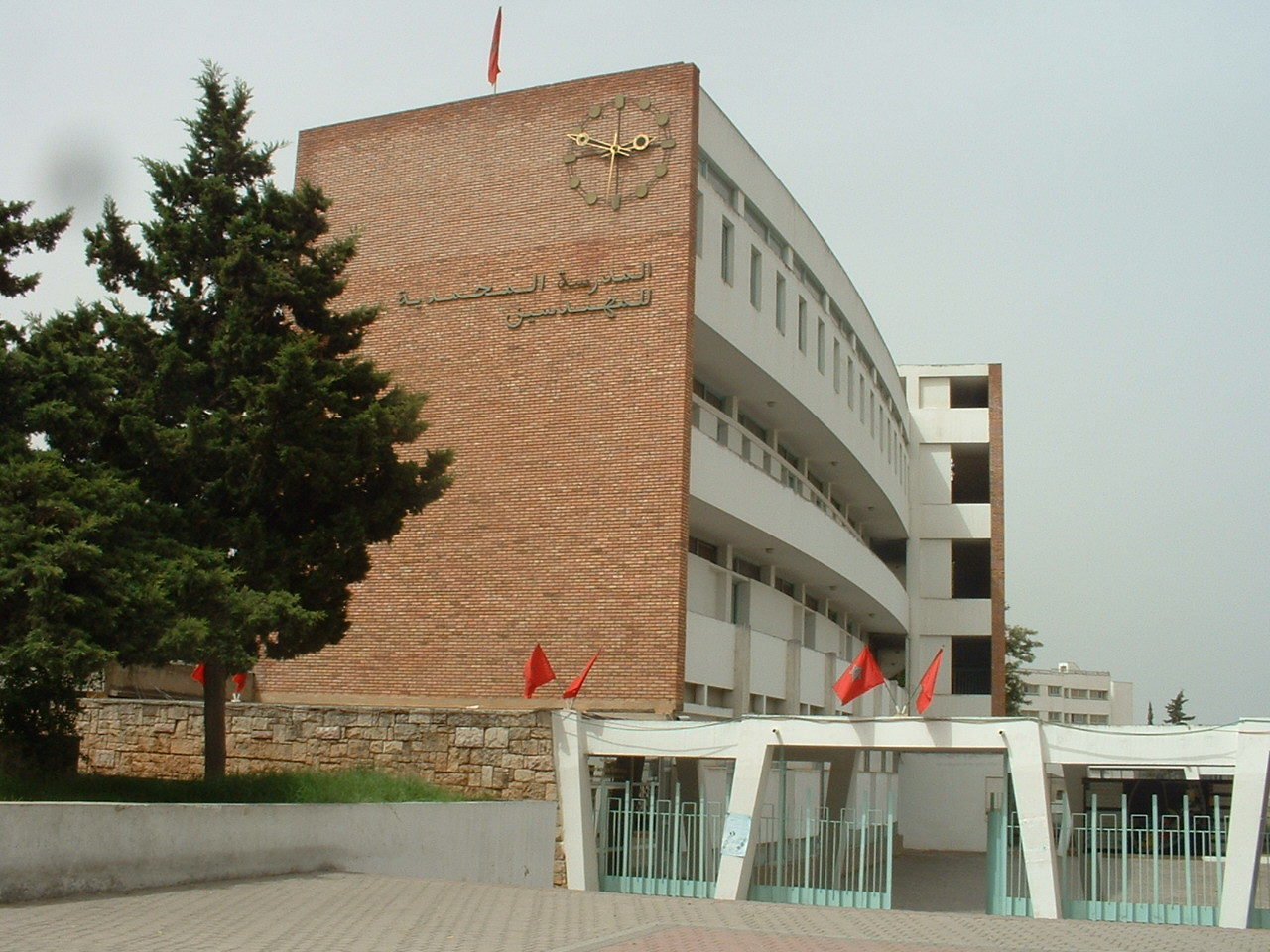
المدرسة المحمدية للمهندسين بالرباط بالمغرب في أغسطس 2004.

## وصلات خارجية
- (بالفرنسية) موقع المدرسة المحمدية للمهندسين